# NGC 5718
NGC 5718 est une vaste galaxie lenticulaire relativement éloignée et située dans la constellation de la Vierge. NGC 5718 a été découverte par l'astronome germano-britannique William Herschel en 1786.

## Description
Sa vitesse par rapport au fond diffus cosmologique est de 8 419 ± 16 km/s, ce qui correspond à une distance de Hubble de 124,2 ± 8,7 Mpc (∼405 millions d'al).
Selon la base de données Simbad, NGC 5718 est une galaxie LINER, c'est-à-dire une galaxie dont le noyau présente un spectre d'émission caractérisé par de larges raies d'atomes faiblement ionisés.
Les galaxies NGC 5718 et IC 1042 figurent dans l'atlas des galaxies particulières de Halton Arp sous la cote Arp 171. Arp utilise cette paire comme un exemple de galaxies avec des queues diffuses, un phénomène qui se produit dans des galaxies en interaction gravitationnelle, ce qui est sans doute le cas, car avec une vitesse radiale de (7 990 ± 3) km/s. IC 1042 est à peu près à la même distance de la Voie lactée que NGC 5718.
À ce jour, une mesure non basée sur le décalage vers le rouge (redshift) donne une distance d'environ 79,300 Mpc (∼259 millions d'al). Cette valeur est à l'extérieur des valeurs de la distance de Hubble. Notons que c'est avec la valeur moyenne des mesures indépendantes, lorsqu'elles existent, que la base de données NASA/IPAC calcule le diamètre d'une galaxie.